# 밀풀
밀풀(학명: Agropyron cristatum 아그로피론 크리스타툼[*])은 벼과의 여러해살이풀이다. 아시아와 유럽 및 아프리카에 분포한다.